# Дети кукурузы 4: Сбор урожая
«Дети кукурузы 4: Сбор урожая» (англ. Children Of The Corn IV: The Gathering) — американский фильм ужасов, четвёртый фильм в серии «Дети кукурузы».. Фильм вышел в 1996 году. Режиссёр — Грег Спенс. Фильм снят для выпуска на видео.

## Сюжет
Молодая девушка по имени Грейс вынуждена вернуться в родной городок, так как её мать мучают ночные кошмары, сводящие её с ума. Грейс вынуждена остаться здесь и устраивается работать детским врачом в местную больницу. Однако вскоре в городе начинают происходить странные события: дети заболевают неизвестной болезнью, а потом также неожиданно вылечиваются, а вскоре прекращают отзываться на свои имена.
Грейс узнаёт историю некоего мальчика по имени Джезая, который верил в Бога кукурузы и создал культ поклонения, который требовал от детей убить всех взрослых в округе. Но это было много лет назад. Постепенно Грейс понимает, что дети одержимы духами, возглавляемыми Джезаей, который хочет отомстить городку за свою смерть. Всё больше и больше детей становятся одержимыми духами погибших, преследующих лишь одну цель — воскресить Джезаю. Дети убивают доктора Ларсона и дочь Дональда Аткинса, Сандру, после девушку Мари. Дети возвращают к жизни Джезаю, с помощи тела сестры Грейс, Маргарет. Грейс и Дональд решают убить Джезая. Пока Дональд отвлекает детей, Грейс поливает Джезая водой с ртутью, он умирает, дети становятся нормальными.
Эпилог. Джеймс, младший брат Грейс, до сих пор одержим злым духом.

## В ролях
- Наоми Уоттс — Грейс Роудс
- Джейми Рене Смит — Маргарет Роудс
- Блэк, Карен — Джун Роудс
- Марк Саллинг — Джеймс Роудс
- Брендон Клэйла — Джошуа
- Тони Марш — Сандра Аткинс
- Брент Дженнингс — Донильд Аткинс
- Льюис Флэнеган III — Маркус Аткинс
- Уильям Уиндом — Доктор Ларсон

## Производство
Съемки фильма «Дети кукурузы 4: Сбор урожая» проходили в Остине, штат Техас, в середине 1994 года. По словам Уоттс, за работу в фильме она получила 5 000 долларов.

## Релиз
Как и предыдущий фильм, данная картина не получил театрального релиза. Фильм был выпущен сразу на видео 8 октября 1996 года. Позднее он получил североамериканский DVD-релиз 9 октября 2001 года. Позже Miramax выпустила сборник, в который также вошёл этот фильм.
29 ноября 2011 года фильм был выпущен на Blu-ray компанией Echo Bridge Home Entertainment в сборнике, в котором также были представлены «Дети кукурузы 3: Городская жатва», «Дети кукурузы 5: Поля страха» и «Дети кукурузы 666: Возвращение Айзека».